# Aura Noir
Aura Noir – norweska grupa muzyczna wykonująca black metal z wpływami thrash metalu, powstała w 1993 roku z inicjatywy Carl-Michaela "Aggressora" Eide oraz Ole "Apollyona" Jørgena Moe. Na twórczości grupy miały wpływ takie grupy, jak Slayer, Kreator oraz Sodom. W 1995 roku grupa wydała swój pierwszy studyjny album zatytułowany Black Thrash Attack z udziałem znanego z grupy Mayhem gitarzysty Rune "Blasphemera" Eriksena. Dwa lata później ukazał się drugi album grupy pt. Deep Tracts of Hell.
W 2004 roku grupa podpisała kontrakt płytowy z wytwórnią Tyrant Syndicate Productions należącą do muzyków Teda "Nocturno Culto" Skjelluma oraz Gylve "Fenriza" Nagella znanych z grupy Darkthrone, działającą we współpracy z Peaceville Records. Tego samego roku grupa wydała swój trzeci album zatytułowany The Merciless z gościnnym udziałem wokalistów Rogera "Nattefrosta" Rasmussena i Gylve "Fenriza" Nagella.
26 marca 2005 roku Carl-Michael Eide wypadł z czwartego piętra budynku. W wyniku odniesionych obrażeń muzyk podlegał hospitalizacji przez kilka miesięcy. W 2006 roku powrócił do pracy jako muzyk.

## Muzycy
Obecny skład zespołu
- Carl-Michael "Aggressor" Eide - gitara elektryczna, gitara basowa, perkusja, śpiew
- Ole "Apollyon" Jørgen Moe - gitara elektryczna, gitara basowa, perkusja, śpiew
- Rune "Blasphemer" Eriksen - gitara elektryczna
- Kristian Valbo - perkusja

Byli członkowie zespołu
- Per "Dirge Rep" Husebø - perkusja

## Dyskografia
Albumy
- Black Thrash Attack (1996, Malicious Records)
- Deep Tracts of Hell (1998, Hammerheart Records)
- The Merciless (2004, Tyrant Syndicate)
- Hades Rise (2008, Peaceville Records)
- Out To Die (2012, Indie Recordings)[2]
- Aura Noire (2018, Indie Recordings)

Minialbumy
- Dreams Like Deserts (1995, Hot)

Kompilacje
- Increased Damnation (2000, Hammerheart Records)
- Deep Dreams of Hell (2005, Karmageddon Media)

Dema
- Untitled (1993, wydanie własne)
- Two Voices, One King (1994, wydanie własne)

Splity
- Überthrash (2004, Duplicate Records, z grupami Audiopain, Infernö oraz Nocturnal Breed)
- Überthrash II (2005, Duplicate Records, z grupami Audiopain, Infernö oraz Nocturnal Breed)